# Golden Globe-galan 2013
Golden Globe Awards 2013 var den 70:e upplagan av Golden Globe Award som belönade insatser inom TV och film från 2012. Galan TV-sändes 13 januari 2013 live från Beverly Hilton Hotel, Beverly Hills, Kalifornien av NBC. Programledare var Tina Fey och Amy Poehler.

## Vinnare och nominerade
Vinnarna listas i fetstil.

### Filmer
| Bästa film - drama | Bästa film - musikal eller komedi |
| --- | --- |
| - Argo - Django Unchained - Berättelsen om Pi - Lincoln - Zero Dark Thirty | - Les Misérables - Hotell Marigold - Moonrise Kingdom - Laxfiske i Jemen - Du gör mig galen!                                                                                            |
| Bästa manliga huvudroll - drama | Bästa kvinnliga huvudroll - drama |
| - Daniel Day-Lewis – Lincoln - Richard Gere – Bedragaren - John Hawkes – Mitt längtande hjärta - Joaquin Phoenix – The Master - Denzel Washington – Flight | - Jessica Chastain – Zero Dark Thirty - Marion Cotillard – Rust and Bone - Helen Mirren – Hitchcock - Naomi Watts – The Impossible - Rachel Weisz – The Deep Blue Sea                   |
| Bästa manliga huvudroll - musikal eller komedi | Bästa kvinnliga huvudroll - musikal eller komedi |
| - Hugh Jackman – Les Misérables - Jack Black – Bernie - Bradley Cooper – Du gör mig galen! - Ewan McGregor – Laxfiske i Jemen - Bill Murray – Hyde Park on Hudson | - Jennifer Lawrence – Du gör mig galen! - Emily Blunt – Laxfiske i Jemen - Judi Dench – Hotell Marigold - Maggie Smith – Kvartetten - Meryl Streep – Hope Springs                       |
| Bästa manliga biroll | Bästa kvinnliga biroll |
| - Christoph Waltz – Django Unchained - Alan Arkin – Argo - Leonardo DiCaprio – Django Unchained - Philip Seymour Hoffman – The Master - Tommy Lee Jones – Lincoln | - Anne Hathaway – Les Misérables - Amy Adams – The Master - Sally Field – Lincoln - Helen Hunt – Mitt längtande hjärta - Nicole Kidman – The Paperboy                                   |
| Bästa regi | Bästa manus |
| - Ben Affleck – Argo - Kathryn Bigelow – Zero Dark Thirty - Ang Lee – Berättelsen om Pi - Steven Spielberg – Lincoln - Quentin Tarantino – Django Unchained | - Django Unchained – Quentin Tarantino - Argo – Chris Terrio - Lincoln – Tony Kushner - Du gör mig galen! – David O. Russell - Zero Dark Thirty – Mark Boal                             |
| Bästa sång | Bästa musik |
| - "Skyfall" (Adele och Paul Epworth) – Skyfall - "For You" (Monty Powell och Keith Urban) – Act of Valor - "Safe & Sound" (Taylor Swift, John Paul White, Joy Williams och T Bone Burnett) – The Hunger Games - "Suddenly" (Claude-Michel Schönberg, Alain Boublil och Herbert Kretzmer) – Les Misérables - "Not Running Anymore" (Jon Bon Jovi) – Stand Up Guys | - Berättelsen om Pi – Mychael Danna - Anna Karenina – Dario Marianelli - Argo – Alexandre Desplat - Cloud Atlas – Reinhold Heil, Johnny Klimek och Tom Tykwer - Lincoln – John Williams |
| Bästa animerade film | Bästa utländska film |
| - Modig - Frankenweenie - Hotell Transylvanien - De fem legenderna - Röjar-Ralf | - Amour (Frankrike) - Kon-Tiki (Norge) - En oväntad vänskap (Frankrike) - A Royal Affair (Danmark) - Rust and Bone (Frankrike)                                                          |

### Television
| Bästa TV-serie - drama | Bästa TV-serie - musikal eller komedi |
| --- | --- |
| - Homeland - Downton Abbey - Boardwalk Empire - Breaking Bad - The Newsroom                                                                                        | - Girls - The Big Bang Theory - Episodes - Modern Family - Smash |
| Bästa manliga huvudroll i en TV-serie - drama | Bästa kvinnliga huvudroll i en TV-serie - drama |
| - Damian Lewis – Homeland - Steve Buscemi – Boardwalk Empire - Bryan Cranston – Breaking Bad - Jeff Daniels – The Newsroom - Jon Hamm – Mad Men                    | - Claire Danes – Homeland - Connie Britton – Nashville - Glenn Close – Damages - Michelle Dockery – Downton Abbey - Julianna Margulies – The Good Wife                          |
| Bästa manliga huvudroll i en TV-serie - musikal eller komedi | Bästa kvinnliga huvudroll i en TV-serie - musikal eller komedi |
| - Don Cheadle – House of Lies - Alec Baldwin – 30 Rock - Louis C.K. – Louie - Matt LeBlanc – Episodes - Jim Parsons – The Big Bang Theory                          | - Lena Dunham – Girls - Zooey Deschanel – New Girl - Tina Fey – 30 Rock - Julia Louis-Dreyfus – Veep - Amy Poehler – Parks and Recreation                                       |
| Bästa manliga huvudroll i en miniserie eller TV-film | Bästa kvinnliga huvudroll i en miniserie eller TV-film |
| - Kevin Costner – Hatfields & McCoys - Benedict Cumberbatch – Sherlock - Woody Harrelson – Game Change - Toby Jones – The Girl - Clive Owen – Hemingway & Gellhorn | - Julianne Moore – Game Change - Nicole Kidman – Hemingway & Gellhorn - Jessica Lange – American Horror Story - Sienna Miller – The Girl - Sigourney Weaver – Political Animals |
| Bästa manliga biroll i en TV-serie, miniserie eller TV-film | Bästa kvinnliga biroll i en TV-serie, miniserie eller TV-film |
| - Ed Harris – Game Change - Max Greenfield – New Girl - Danny Huston – Magic City - Mandy Patinkin – Homeland - Eric Stonestreet – Modern Family                   | - Maggie Smith – Downton Abbey - Hayden Panettiere – Nashville - Archie Panjabi – The Good Wife - Sarah Paulson – Game Change - Sofía Vergara – Modern Family                   |
| Bästa miniserie eller TV-film | |
| - Game Change - The Girl - Hatfields & McCoys - The Hour - Political Animals                                                                                       | |

### Cecil B. DeMille Award
- Jodie Foster